# Mirmicoleone
Il mirmicoleone o formica-leone è un animale leggendario che fa riferimento a due tradizioni differenti:
nella prima e più diffusa esso è un animale stranissimo, nella parte anteriore leone e nella parte posteriore formica. Il mirmicoleone nasce da un padre leone e una madre formica ma, non potendosi nutrire come il padre, che mangia carne, né come la madre, che mangia erbe, questo "leone-formica" muore pochi giorni dopo la nascita.
Nella seconda tradizione esso diviene “leone delle formiche”, cioè una formica gigante o un animale molto piccolo che si nasconde nella polvere per poter uccidere le sue prede, le formiche, per le quali è un predatore proprio come il leone per gli altri animali.
Esiste comunque realmente un insetto di nome formicaleone.

## Descrizioni di epoca medievale
Questo animale viene descritto all'interno di vari bestiari medievali, tra cui il Fisiologo, il più famoso di questi.
Una descrizione la leggiamo anche nel Liber Monstrorum al capitolo 20:
“Elifaz, re dei Temaniti, ha detto: «il leone-formica è perito per mancanza di preda » [Giob., 4.11].
Il Fisiologo ha detto del leone-formica che ha le membra anteriori di leone e quelle posteriori di formica. Suo padre è carnivoro, sua madre invece erbivora; quando generano il leone-formica, lo generano dotato di due nature, e non può mangiar carne a causa della natura della madre, né erba a causa della natura del padre: così perisce per mancanza di nutrimento.
Così anche ogni uomo indeciso, incostante in tutti i suoi disegni. Non si deve avanzare per due vie, né parlare doppiamente nella preghiera: «guai» è detto «al cuore doppio e al peccatore che cammina per due vie» [Sirach, 2.12-13]. Non è bello dire sì no e no sì, ma sì sì e no no, come ha detto il Signore nostro Gesù Cristo”
La seconda tradizione relativa a questo animale fantastico ci viene tramandata da racconta Papa Gregorio I nel suo Moralia in Iob. Egli infatti scrive:
“Myrmecoleon eos adumbrat qui timidi in fortiores, audaces in parvos sunt” .
e più avanti nello stesso testo aggiunge che:
“Satan et leo recte vocatur et tigris et myrmecoleon”, ovvero paragona Satana al leone per la sua crudeltà, alla tigre per la sua astuzia, ed alla formica-leone in quanto, dopo essere stato scacciato dal Paradiso, assedia le menti degli uomini giusti mentre compiono i loro doveri e tende loro una trappola e li uccide sorprendendoli come la formica-leone uccide all'improvviso le formiche che trasportano il grano. E così il demonio è forte con chi cede di fronte a lui e al suo potere di persuasione come se fosse un leone, ma è debole con chi gli resiste come se fosse una formica sepolta nella polvere.
Anche Isidoro di Siviglia (ca. 560-636) nelle sue Etymologiae lo descrive in questa sua natura, dicendo che si chiama formica-leone proprio perché essa diviene formica (cioè un essere minuscolo e quindi innocuo) per tutti gli animali, mentre è leone (ovvero un feroce predatore) per le formiche:
Formicoleon ob hoc vocatus, quia est vel formicarum leo vel certe formica pariter et leo. Est enim animal parvum formicis satis infestum, quod se in pulvere abscondit, et formicas frumenta gestantes interficit. Proinde autem leo et formica vocatur, quia aliis animalibus ut formica est, formicis autem ut leo est”.
(“Il formicaleone è stato così chiamato perché è il leone delle formiche, ovvero perché è, appunto, al tempo stesso, una formica ed un leone: è infatti un animale di piccole dimensioni ed alquanto ostile alle formiche, che si nasconde nella polvere per uccidere le formiche che trasportano i chicchi di cereali. Per questo, dunque, è chiamato leone e formica, perché, cioè, per gli altri animali è come una formica, mentre per le formiche è come un leone”.)
Tra gli altri, seguono questa tradizione Rabano Mauro (ca. 780/856) nel De Universo, e  Philippe de Thaun (XII secolo) nel suo Bestiaire.
Si discosta ancora da queste descrizioni il testo, di epoca tarda, di Bartholomaeus Anglicus, De proprietatibus rerum. Rifacendosi a Isidoro di Siviglia in questo manoscritto si afferma che la formica-leone è sia leone sia formica, molto pericolosa per le formiche non perché le uccida, ma poiché entrerebbe nei loro granai dove divorerebbe tutto il loro grano, affamando così le formiche e causandone la morte. Ma la formica-leone diventa facile preda degli animali più grandi. Leggiamo poi che la formica-leone è definita un “ragno”, e vi è un rimando al capitolo relativo, dove è scritto appunto che esiste un tipo di ragno chiamato “mirmicaleon”, “mirmiceon” o “formica-leone”, simile alla formica, con la testa bianca e il corpo nero segnato da dei pallini bianchi. Il suo morso è temibile come quello delle vespe, e viene chiamato formica-leone poiché caccia le formiche come se fosse un leone, e succhia i liquidi dai loro corpi, mentre viene divorato come le sue prede dagli uccelli.

## Rappresentazioni medievali
Molto difficile risulta trovare delle immagini di questo animale. Una delle poche oggi esistenti, se non l'unica, è tratta da un bestiario inglese del XV secolo, basato sul testo di De proprietatibus rerum di Bartolomeo Anglico, e che, essendo un testo tardo, si discosta dalla tradizione.
L'illustrazione, molto semplice nei suoi elementi costitutivi, rappresenta una formica ed una formica-leone affrontate, disegnate con un tratto veloce. La formica ha appena un accenno di antenne, e otto zampe invece di sei, mentre la formica-leone, molto più grande della sua preda, ha l'aspetto di un ragno, animale che probabilmente l'artista conosceva meglio. Accanto al disegno possiamo leggere la scritta “formicaleon”, a testimonianza del fatto che proprio di questo animale si tratta e non di un comune ragno.

## Testi
- F. Zambon, Il Fisiologo
- Isidoro di Siviglia, Etimologie
- L. Morini, Bestiari Medievali
- R. Barbe - A. Riches, Animali
- G. C. Druce, An account of the mermecoleon or ant-lion, in "Antiquaries Journal", III, ottobre 1923